# Pravice
Pravice település Csehországban, Znojmói járásban. Pravice Hrušovany nad Jevišovkou, Břežany, Božice és Šanov településekkel határos. Lakosainak száma 372 fő (2024. január 1.).

## Népesség
A település lakosságának változását az alábbi diagram mutatja:
| Lakosok száma | 609  | 704  | 781  | 443  | 335  | 316  | 332  | 348  | 366  | 372  |
|               | 1869 | 1890 | 1921 | 1950 | 1980 | 2001 | 2017 | 2019 | 2022 | 2024 |